# Königin-Drückerfisch
Der Königin-Drückerfisch (Balistes vetula) lebt im westlichen Atlantik von Massachusetts über den Golf von Mexiko bis an die Küste des südlichen Brasilien, sowie im östlichen Atlantik von den Azoren, Kap Verde bis zum südlichen Angola und bei Ascension. In Brehms Tierleben hieß der Fisch noch „Altweiberfisch“ (vetula „Greisin“ – vielleicht weil man anfangs ja nur geschrumpfte Trockenpräparate kannte), bei Hans Hass (1940) schon Königinnenhornfisch (den Rückenstachel als „Horn“ auffassend); (griech.) balistes bedeutet „Wurfgeschoss“.

## Merkmale
Königin-Drückerfische sind grünlich oder graublau, die Unterseite des Kopfes und des Rumpfs gelborange. Zwei leuchtend blaue Bänder ziehen sich vom Maul zum Ansatz der Brustflossen, der untere geht in einen blauen Ring um die Lippen über. Über den Schwanzflossenstiel zieht sich ein breites blaues Querband. Der obere Teil der Flanken wird von dünnen, bräunlichen Diagonalbändern gemustert. Die Schwanzflosse ist sichelförmig. Die Fische werden 60 Zentimeter lang.
Flossenformel: Dorsale III/29–32, Anale 27–29

## Lebensweise
Königin-Drückerfische leben küstennah, über Fels- und Sandböden, Seegraswiesen und in Korallenriffen in Tiefen von 5 bis 50 Metern. Die Fische leben einzeln oder in größeren Gruppen. Sie ernähren sich von bodenbewohnenden Wirbellosen, unter anderem von Seeigeln, die mit einem Wasserstrahl umgeblasen oder so lange hochgehoben und fallen gelassen werden, bis sie auf ihre ungeschützte Unterseite fallen und dann von der kurzstacheligen Unterseite gefressen werden. Daneben werden auch Muscheln, Schnecken, verschiedene Krebstiere und Borstenwürmer gefressen. Königin-Drückerfische laichen in flachen Sandgruben, der Laich wird vom Männchen bewacht.

## Trivia
Speziell auf Kuba werden Königin-Drückerfische nicht nur pez ballesta reina, sondern auch cochinos („Schweine“) genannt. Durch diese Missverständlichkeit entstand in anderen Sprachen die Benennung der durch die Ereignisse während des Kalten Krieges bekannt gewordenen Schweinebucht – obwohl der originale Name Bahía de Cochinos in diesem Falle eigentlich „Drückerfisch-Bucht“ oder „Altweiberfisch-Bucht“ bedeutet.